# Mesolia nipis
Mesolia nipis là một loài bướm đêm trong họ Crambidae.